# ビアンカ・マリーア・ヴィスコンティ
ビアンカ・マリーア・ヴィスコンティ （Bianca Maria Visconti, 1425年3月31日 - 1468年10月28日）は、ミラノ女公。

## 生涯
ミラノ公フィリッポ・マリーア・ヴィスコンティの庶出の娘として、セッティモ・パヴェーゼ（現在のボルナスコ）近郊で生まれた。母アニェーゼ・デル・マイーノはフィリッポが愛した唯一の女性で、2人の間には1426年にもカテリーナ・マリーア（またはルチア・マリーア）という娘が生まれたが、生後まもなく死んだ。フィリッポはアニェーゼとビアンカをアッビアテグラッソの豪華な邸宅に住まわせ、娘に人文教育を受けさせた。彼は娘の利発さに感慨を受けたようであった。ビアンカは父同様乗馬を愛した。
1430年、6歳のビアンカは30歳のコンドッティエーレ、フランチェスコ・スフォルツァと婚約した。この頃スフォルツァ家なしにはミラノ公国の統治は難しくなっており、この婚約でフランチェスコをミラノに結びつける目的があった。ミラノ公国の正統な後継者となること、ビアンカがもたらす莫大な持参金（それらはクレモナ、カステラッツォ、ボスコ、フルガローロなどの領地であった）を考えればスフォルツァ家が受け入れたことは当然であった。フィリッポは野心的なスフォルツァ家を警戒し、フェッラーラ侯レオネッロ・デステとビアンカを婚約させることを考えた。ヴェネツィア共和国と同盟する彼がスフォルツァ家に圧力をかけられる唯一の存在だったからである。しかし、その試みは成立しなかった。
1441年10月、ビアンカとフランチェスコはクレモナで結婚した。2人の間には8人の子が生まれた。
- ガレアッツォ（1444年 - 1476年）
- イッポーリタ（1446年 - 1484年） - ナポリ王アルフォンソ2世と結婚
- フィリッポ・マリーア（1449年 - 1492年） - コルシカ伯
- スフォルツァ・マリーア（1451年 - 1479年） - バーリ公
- ロドヴィーコ（1452年 - 1508年） - バーリ公
- アスカーニオ（1455年 - 1505年） - パヴィア司教
- エリザベッタ（1456年 - 1472年） - モンフェッラート侯グリエルモ8世パレオロゴ妃
- オッタヴィアーノ（1458年 - 1477年） - ルガーノ伯

ビアンカはお飾りの存在ではなく、父フィリッポの正統な後継者として振る舞った。1441年、ビアンカとフランチェスコはヴェネツィア共和国の元首（ドージェ）フランチェスコ・フォスカリに招待されヴェネツィアを訪問した。その後、シジスモンド・パンドルフォ・マラテスタの客人として夫とリミニへ向かい、1442年にはビアンカはマルケの摂政となった。多くの年代記の記述で、ビアンカの外交手腕と統治者としての能力が残されている。公夫妻の私的な力関係について、フランチェスコは妻ビアンカに対して強い対抗心を抱いていたことが指摘されている。彼が妻以外の女性と通じていたことは事実だからである。ビアンカは常に無関心を装った。しかし1443年、夫の愛妾の一人が失踪し、状況証拠から殺されたと窺える事件が起こっている。フランチェスコが戦いで留守になる間、彼女は公国の事実上の統治者であった。子供たちの教育問題、公国の政治、財政問題、日々の雑事について触れたフランチェスコとの書簡が残っている。文面からは、夫と意見が違ってもためらわないビアンカの独断的な性格が見て取れる。
1462年にフランチェスコが重病に倒れると、ビアンカが公国の摂政となった。この頃ビアンカを悩ましたのは、素行が悪く残忍な性格の嫡子ガレアッツォであった。1466年3月、フランチェスコが亡くなると、ビアンカはフランス王とともに戦っていたガレアッツォを呼び戻し公位を継承させた。ガレアッツォは母の助言を聞かず、彼女を疎んじるようになり、ビアンカは持参金の一つであったクレモナへ避難せざるをえなかった。この頃、ビアンカは公国の管理をヴェネツィアにゆだねようと考え、しばしばナポリ王フェルディナンド1世と接触していたという。
自分の顧問たち全ての反対を押し切り、ガレアッツォの結婚式（1468年5月9日）に出席した。祝宴が終わると長女イッポーリタに同行してセッラヴァッレへ行き、クレモナへ向かった。しかし、途中のメレニャーノでビアンカは急病で倒れた。高熱で8月まで寝付いたままだったが、彼女は書簡を書くことができた。10月の初旬に容態が悪化、10月28日、次女エリザベッタと六男オッタヴィアーノにガレアッツォに注意するよう言い残して死んだ。
彼女の死には疑惑が生じており、ガレアッツォがバルトロメオ・コッレオーニら複数の部下に命じて母を毒殺したといわれている。